# 慶愛
慶愛，满洲正白旗人，清朝政治人物、官学生出身。
光绪十一年六月十一，由广西盐法道道员升任廣西按察使。光绪十二年十一月二十一（1886年12月16日），召京。